# 卡米耶·芒德里永
卡米耶·芒德里永（法語：Camille Mandrillon，1891年9月6日—1969年3月22日），法国男子冬季两项运动员。他曾代表法国参加1924年冬季奥林匹克运动会军事巡逻比赛，获得一枚铜牌。

## 家庭
弟弟莫里斯·芒德里永。